# Archidiocèse de Sassari
L'archidiocèse de Sassari, en latin : archidioecesis Turritana, en italien : arcidiocesi di Sassari, est un archidiocèse de l'église catholique basé à Sassari en région Sardaigne, en Italie. 
La province ecclésiastique de Sassari comprend, outre cet archidiocèse, les trois diocèses suffragants suivants :
- diocèse d'Alghero-Bosa ;
- diocèse d'Ozieri ;
- diocèse de Tempio-Ampurias.

Sa cathédrale est la cathédrale de Sassari. 

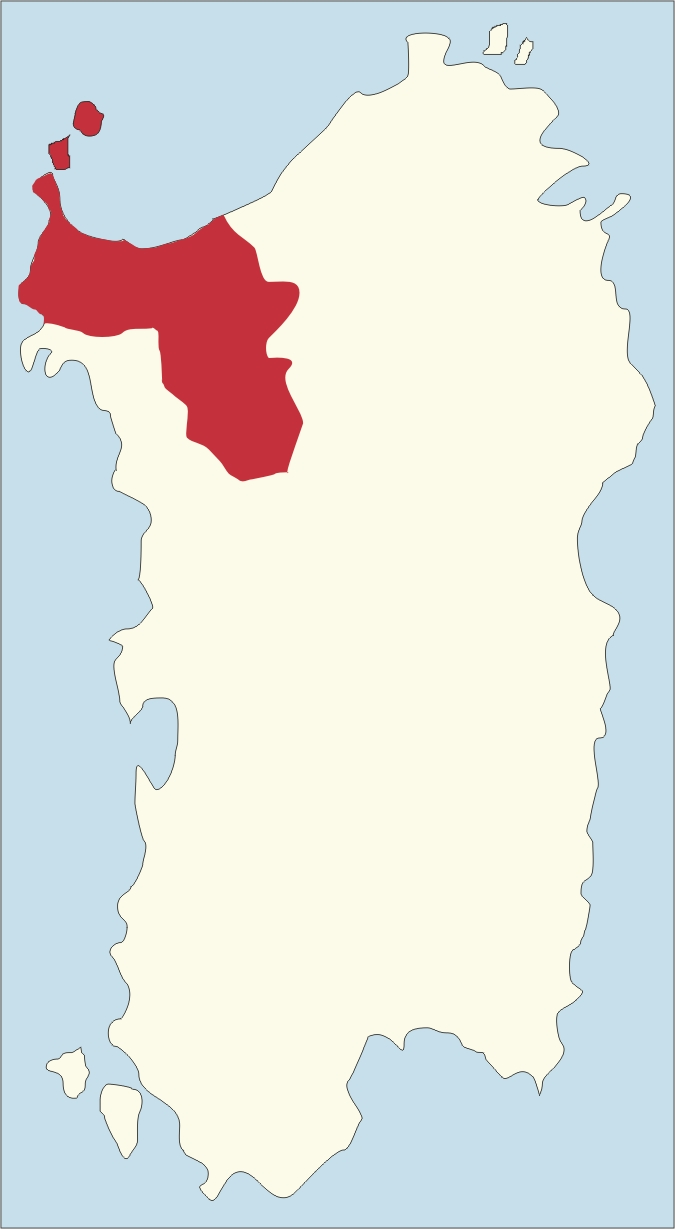
Situation de l'archidiocèse en Sardaigne.